# 2005 en athlétisme
Chronologie de l'athlétisme
Les faits marquants de l'année 2005 en athlétisme

## Événements

### Janvier
- 15 janvier: Haile Gebrselassie établit un nouveau record du monde de semi-marathon à Phoenix en réalisant 58 min 55 s.

### Mars
- 20 mars au 2 mars: Championnats du monde de cross-country : L'Éthiopien Kenenisa Bekele remporte le titre mondial sur cross long, 24 heures après avoir gagné le titre sur cross court.

### Avril
- 10 avril : Marathon, Marathon de Paris : le Kényan Salim Kipsang a remporté le 29e marathon de Paris en s'imposant en 2 h 08 min 04 s (temps officiel corrigé) devant son compatriote Paul Biwott et l'Éthiopien Gashaw Melese, relégués respectivement à 14 s et 1 min 21 s.

- 17 avril : Marathon de Londres : le Kényan Lel remporte le marathon de Londres en 2 h 07 min 26 s devant le Marocain, champion du monde en titre, Jaouad Gharib et l'Africain du Sud Hendrick Ramaala. Chez les femmes, Paula Radcliffe réussit la 3e performance de tous les temps en 2 h 17 min 42 s.

- 18 avril : Marathon de Boston : l'Éthiopien Hailu Negussie remporte le marathon de Boston en 2 h 11 min 45 s devant les Kényans Wilson Onsare et Benson Cherono. Chez les femmes, la Kényane Catherine Ndereba est la première femme à gagner pour la 4e fois (2000, 2001, 2004 et 2005).

### Mai
- 14 mai : Asafa Powell établit un nouveau record du monde au 100 m. Le Jamaïcain a parcouru la distance en 9 s 77 à Athènes.

### Juin
- 17 au 19 juin : Coupe d'Europe des nations d'athlétisme : les Allemands chez les hommes et les Russes chez les femmes remportent la Coupe d'Europe. La France termine 2e chez les hommes et 4e chez les femmes.
  - Article détaillé : Coupe d'Europe des nations d'athlétisme 2005

### Juillet
- 1er juillet, Meeting Gaz de France de la Golden League : les français Ladji Doucouré et Christine Arron remportent respectivement le 110 m haies et le 100 m. Kenenisa Bekele échoue de peu contre le record du monde du 5 000 m. Plus de 70 000 spectateurs présents en tribune ; c'est un record du monde pour un meeting d'athlétisme.

- 5 juillet : la Russe Yelena Isinbayeva bat un nouveau record du monde du saut à la perche avec 4,93 m lors du meeting de Lausanne, meeting où Ronald Pognon est le premier Français à passer sous la barre des 10 s sur 100 m avec 9 s 99. Il bat le vieux record de France du 100 mètres de 10 s 02 réalisé par Daniel Sangouma en 1990 à Lausanne (Suisse).

Il est le premier Français à passer sous les dix secondes.
- 8 juillet : la Française Christine Arron l'emporte en Golden League à Rome en 11 s 03 sur 100 m.

- 22 juillet , Saut à la perche : lors du meeting de Londres, la russe Yelena Isinbayeva devient la première femme à passer la barre des cinq mètres.

### Août
- 6-14 août : Championnats du monde d'athlétisme à Helsinki : trois records du monde sont battus.
  - La Russe Olimpiada Ivanova remporte le 20 km marche féminin en portant le record du monde à 1 h 25 min 41 s.
  - La Russe Yelena Isinbayeva bat le record du monde du saut à la perche : 5,01 mètres.
  - La Cubaine Osleidys Menéndez bat le record du monde du lancer du javelot féminin : 71,70 mètres.
    - Article détaillé : Championnats du monde d'athlétisme 2005
- 26 août : l'Éthiopien Kenenisa Bekele bat le record du monde du 10 000 m en 26 min 17 s 53 à Bruxelles lors du Mémorial Van Damme

### Septembre
- 4 septembre : la Russe Tatyana Lebedeva remporte les six épreuves de triple saut de la Golden league (et donc 1 million de dollars).
- 25 septembre : la Japonaise Mizuki Noguchi remporte le marathon de Berlin en 2 h 19 min 12 s.

### Octobre
- 16 octobre : Marathon d'Amsterdam : l'Éthiopien Haile Gebrselassie remporte en 2 h 06 min 20 s le marathon d'Amsterdam devant le Kényan Daniel Yego et son compatriote Tesfaye Tola.

### Novembre
- 6 novembre : Marathon de New-York : victoire du Kényan Paul Tergat. Chez les femmes, victoire de la Lettonne Jeļena Prokopčuka.

### Décembre
- 11 décembre, Championnat d'Europe de cross : l'Ukrainien Serhiy Lebid remporte un sixième titre de champion d'Europe de cross. L'équipe de France enlève le titre par équipe.

## Décès
- 25 janvier : Jeanette Witziers-Timmer
- 29 janvier : José Luis Martinez
- 20 juin: Pierre Legrain
- 8 juillet: Jean-Claude Arifon
- 9 août : Colette Besson